# (3723) Voznesenskij
(3723) Voznesenskij es un asteroide perteneciente al cinturón de asteroides, descubierto el 1 de abril de 1976 por Nikolái Stepánovich Chernyj desde el Observatorio Astrofísico de Crimea (República de Crimea).

## Designación y nombre
Designado provisionalmente como 1976 GK2. Fue nombrado Voznesenskij en honor al poeta soviético ruso Andréi Voznesenski.